# Поларни региони
Поларни региони планете Земље су подручја глобуса која окружују полове, а налазе се северно од Арктичког и јужно од Антарктичког круга. Карактеризује их поларна клима, екстремно хладне температуре, јака глацијација и екстремне варијације у дневним сатима са 24-сатним даном током лета (поноћно сунце) и трајном тамом средином зиме. Средишта тих регија чине северни и јужни пол, па због тога тим регијама доминирају поларне ледене капе које се на северу налазе на океану, а на југу на антарктичком континенту.
У Земљиној северној поларној регији налазе се многа насеља, док се ниједно насеље, осим научних база, не налази у јужној поларној регији, која је хладнија од северних поларних регија.
Остале планете и природни сателити Сунчевог система имају занимљиве завојке око својих поларних регија. Земљин природни сателит Месец вероватно садржи обилне наслаге леда у дубоким кратерима својих поларних регија које никад не виде целокупну сунчеву светлост. Марс има поларне капе попут Земље, али се за разлику од Земљиних ледених капа оне састоје већином од угљен-диоксида. Екстреман нагиб Уранове осе узроковао је јединствену ситуацију у којој је сваки пол у одређеном делу године готово тачно окренут ка Сунцу.

## Галерија
- Северни поларни регион
- Антарктичка планина
- Северно поларно подручје поларни медведи
- Јужно поларно подручје пенгвин
- Поларна сцена
- Поларни лед
- Јужни пол на дну слике
- Љубичаста аурора